# Etat
Etat (fr. etat) kommer af det italienske stato (lat. status), som oprindelig betyder tilstand, deraf ordet status, men derefter gik over til at betyde dels
1. stand overhovedet (stænder),
2. dels særlig statens tilstand og
3. endelig til at betyde i snævreste forstand statens forfatningsmæssige tilstand, og derigennem stat overhovedet.

Det skyldes navnlig Machiavelli, at stato (état) kom til at betyde
stat, men inden det trængte almindeligt igennem i
denne betydning, kom ordet etat også til at spille en
rolle i flere af de andre betydninger. Således
hed de gamle franske generalstænder États-généraux,
og på samme måde tales der i Danmark i gammel
stil om civiletaten (den civile stand) i
modsætning til militæretaten, endvidere inden for den
sidste om landetaten og søetaten – jævnfør søetatens
kombinerede ret – om hofetaten, staldetaten, toldetaten eller om den juridiske og gejstlige stat.
Ligeledes betegnede i gammel fransk sprogbrug état
overslaget over statens finansielle status; dertil
svarer det svenske statsutskott (det udvalg, der
behandler finanserne). Endelig svarer den danske
titel etatsråd sprogligt til statsråd, og
geheimeetatsråd til geheimestatsråd.
Se også
- Raison d’état